# Xestoblatta peruana
Xestoblatta peruana är en kackerlacksart som först beskrevs av Henri Saussure 1862.  Xestoblatta peruana ingår i släktet Xestoblatta och familjen småkackerlackor.
Artens utbredningsområde är Peru. Inga underarter finns listade i Catalogue of Life.